# Halocercus invaginatus
Halocercus invaginatus is een rondwormensoort uit de familie van de Pseudaliidae. De wetenschappelijke naam van de soort is voor het eerst geldig gepubliceerd in 1841 door Quekett.